# Gilberto Marinho
Gilberto Marinho GCIH (Pelotas, 15 de setembro de 1909 — Rio de Janeiro, 11 de fevereiro de 1985) foi um militar e político brasileiro.
Foi um dos fundadores do partido ARENA.

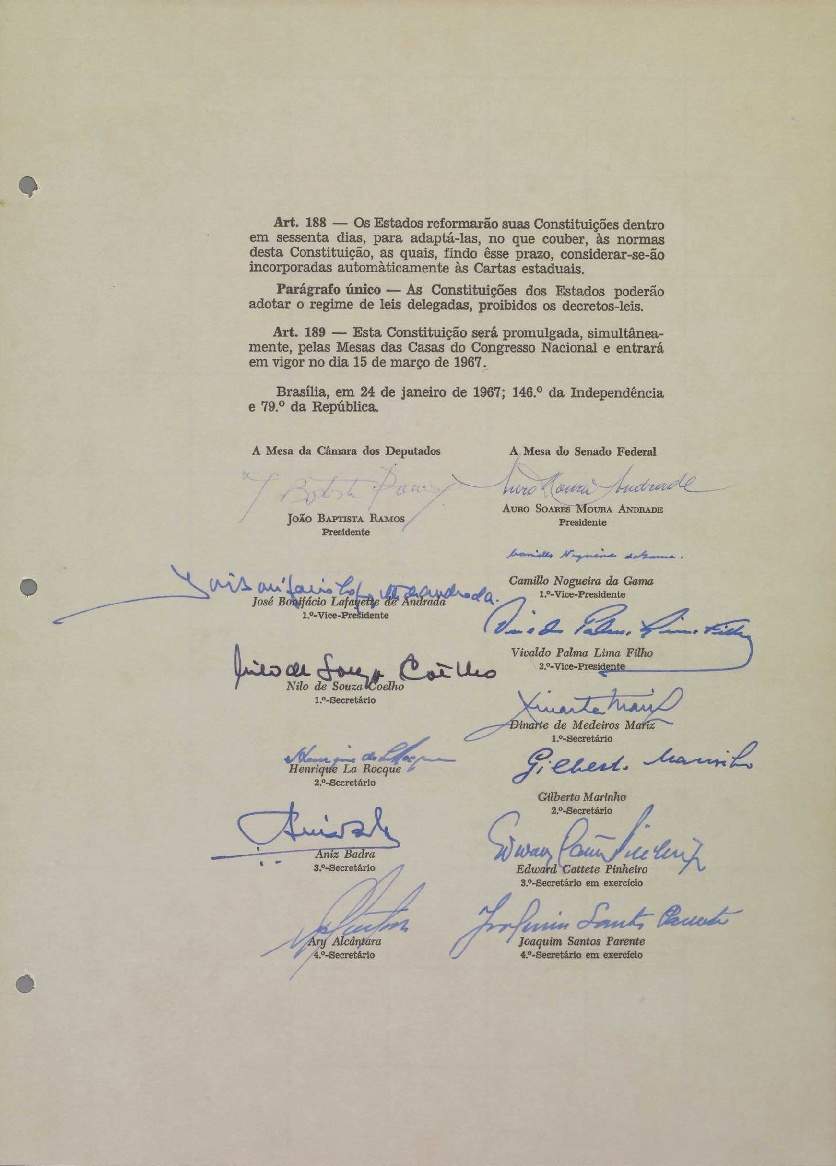
Página dos autógrafos dos constituintes da Constituição brasileira de 1967 com a assinatura de Gilberto Marinho.

## Biografia
Gilberto Marinho nasceu no Rio Grande do Sul, na cidade de Pelotas, em 15 de setembro de 1909. Era filho de Gonçalo Marinho, advogado pertencente ao Tribunal de Contas do estado, e de Nena Marinho. Começou os estudos ainda em Pelotas, no Ginásio Gonzaga e, em 1922, entrou no Colégio Militar de Porto Alegre. Já em 1925, mudou-se para o Rio de Janeiro, onde ingressou na Escola Militar do Realengo (RJ). Lá, chegou a ser o melhor classificado entre os estudantes e considerado comandante-aluno.
No ano de 1929 passou a servir no 3º Batalhão de Engenharia de Cachoeira do Sul, Rio Grande do Sul, e comandou o próprio batalhão durante a Revolução de 1930.
Entre 1939 e 1945, foi chefe de gabinete de João Alberto na Coordenação de Mobilização Econômica.
Em 1946, tornou-se subchefe do gabinete Militar da Presidência da República.
Em 1947, virou suplente de senador pelo Distrito Federal representando uma coligação do Partido Republicano (PR), o Partido Trabalhista Brasileiro (PTB), Partido Democrata Cristão (PDC), o Partido Proletário do Brasil (PPB) e o Partido Trabalhista Nacional (PTN).
Em 1950 ele voltou a tentar se eleger, mas não conseguiu. No ano seguinte  foi nomeado diretor da Caixa Econômica do Rio de Janeiro.
Ele deixou o cargo em 1954, quando foi eleito senador pelo Distrito Federal.
Foi senador pelo Rio de Janeiro, de 1955 a 1963 e de 1963 a 1970 pela Guanabara. Foi presidente do Senado Federal de 1968 a 1970. Integrou o PSD e a ARENA, partido do qual foi um dos fundadores.
A 28 de Junho de 1970 foi agraciado com a Grã-Cruz da Ordem do Infante D. Henrique de Portugal.
Em 1976, Marinho começou seu mandato como presidente da Engenharia de Sistemas e Processamento de Dados (Datamec).
Morreu no Rio de Janeiro, em 11 de fevereiro de 1985.

## Trajetória Política[5]
Gilberto Marinho foi casado com Enilda Leite Marinho e desse casamento teve apenas uma filha. Além de político, ele dividiu seu tempo como advogado e em 1976 atuou como membro do conselho fiscal do Banco Novo Rio Investimentos e também presidente da Engenharia de Sistemas e Processamento de Dados (Datamec). Ele faleceu na cidade do Rio de Janeiro, na data de 11 de fevereiro de 1985.
Filho de Gonçalo Marinho e de Nena Marinho, durante sua infância e adolescência, ele estudou no Colégio Militar de Porto Alegre, mas em março do ano de 1925, Gilberto entrou na Escola Militar do Realengo, na cidade do Rio de Janeiro.  Após dois anos frequentando essa escola, em junho de 1928, o jovem conseguiu o título de aspirante a oficial da arma de engenharia, que o prepararia para a promoção de segundo-tenente, dois meses depois. Com o novo cargo, Gilberto servia no 3º Batalhão de Engenharia, em Cachoeira do Sul, no estado do Rio Grande do Sul.
No período contemplado entre os anos de 1929 e 1930, ele entrou e contribuiu para ações da Aliança Liberal. Quem facilitou sua entrada no movimento foi o militar João Alberto Lins de Barros, que obteve destaque entre os anos de 1925 e 1927 na movimentação político-militar conhecida como "Coluna Prestes" durante a República Velha.
Depois de acontecimentos como a derrota política de Getúlio Vargas nas eleições para a presidência de 1930 e também do assassinato de João Pessoam companheiro de chapa do mesmo, em julho, a direção da Aliança Liberal tomou a decisão de promover uma revolta armada com a finalidade de derrubar o presidente da época: Washington Luís, em seu mandato que durou de 1926 até 1930.
O movimento revolucionário despontou em 3 de outubro de 1930. Dois meses antes, Gilberto Marinho fora promovido a primeiro-tenente e, assim, comandou o batalhão durante a revolta. Com o passar das ações propostas pelos militares, ele conquistou o posto de major por Getúlio Vargas, como chefe do movimento.
No dia 3 de novembro de 1930, após a vitória dos revolucionários e a posse de Getúlio Vargas na chefia do Governo Provisório, Gilberto conquistou o título de ajudante-de-ordens do interventor federal na cidade de São Paulo, de João Alberto e mais tarde do general Pedro Aurélio de Góis Monteiro. Posteriormente, ele subiu para o cardo de auxiliar de ensino e, por fim, catedrático no Colégio Militar de Porto Alegre. No ano de 1934 em outubro, conseguiu uma promoção e se tornou capitão, cargo que seria substituído em fevereiro do ano de 1938 pelo posto de major. Nesse período, colaborou também no jornal Diário de Notícias, em sua cidade natal, Porto Alegre.
No período da Segunda Guerra Mundial, que durou de 1939 a 1945, ele atuou como chefe de gabinete de João Alberto na Coordenação de Mobilização Econômica e também chefiou o gabinete do Departamento Federal de Segurança Pública. Pouco tempo depois, começou a lecionar na Escola Militar do Realengo, onde anos antes foi estudante.
No ano de 1945, em março tornou-se tenente-coronel.  
Após isso, no mês de dezembro de 1946, logo depois da deposição de Getúlio Vargas pelos chefes militares em outubro, Gilberto se candidatou a uma cadeira na Assembleia Nacional Constituinte, na bancada do Distrito Federal, pelo Partido Social Democrático (PSD), mas não obteve sucesso com sua eleição. Ainda em 1946, conquistou o título de subchefe do Gabinete Militar da Presidência da República, designado pelo general Eurico Gaspar Dutra.
No ano de 1947, em janeiro, Gilberto se elegeu como suplente de senador, na chapa de Mário Ramos, na legenda da coligação entre o PSD, o Partido Democrata Cristão (PDC), o Partido Trabalhista Brasileiro (PTB), o Partido Partido Proletário do Brasil (PPB), o Partido Republicano (PR) e o Partido Trabalhista Nacional (PTN). Foi nessa época que ele alcançou a função de secretário-geral da Prefeitura do Distrito Federal, na gestão do general Ângelo Mendes de Morais.
No ano de 1950, no mês de outubro, ele tornou a se candidatar como suplente de senador pelo Distrito Federal e teve como companheiro de chapa João Alberto (PSD). No entanto, novamente, não obteve sucesso com sua eleição.
Em 1951, no mês de abril, após a saída de Mendes de Morais, Gilberto abandonou a secretaria geral da prefeitura e foi nomeado diretor da Caixa Econômica do Rio de Janeiro.
Em 1953, no mês de junho, ele recebeu a patente de coronel, no quadro do magistério do Exército.
Conseguiu ser eleito como senador pelo Distrito Federal em outubro de 1954 na legenda da coligação formada pelo PSD e o Partido Republicano Trabalhista (PRT), e foi nesse momento que deixou a direção da Caixa Econômica do estado e inicou, então, seu mandato em fevereiro do ano seguinte, Foi membro das comissões de Educação, de Relações Exteriores, de Justiça, de Economia e de Serviço Público
Em 1958, em agosto, conseguiu a promoção de general-de-brigada e tornou-se, após isso, vice-líder da maioria e do governo no Senado.
Entre o período de 1959 e 1960, ele atuou como terceiro-secretário e um ano depois, foi segundo-secretário da casa.
Em 1962, no mês de outubro, após a mudança da capital federal para Brasilíla (que ocorreu em julho), ele conseguiu o cargo de senador mais uma vez, agora pelo estado de Guanabara (PSD). No ano seguinte, tornou-se novamente secretário no Senado.
Depois da vitória do movimento político-militar do dia 31 de março de 1964, após a deposição de João Goulart e extinção de partidos políticos pelo Ato Institucional nº 2 (27 de outubro de 1965) e depois a instauração do bipartidarismo, filiou-se à Aliança Renovadora Nacional (Arena), partido governista, do que foi um dos fundadores.
No ano de 1967, no mês de fevereiro, ele foi eleito vice-presidente e um ano depois subiu para o cargo de presidente do Senado.
Em 1969, no mês de agosto, depois do acontecimento em que o general e presidente da República,  Artur da Costa e Silva recebeu posse (março de 1967), o governo admitiu uma junta militar constituída pelos ministros brigadeiro Márcio de Sousa e Melo, da Aeronáutica, general Aurélio de Lira Tavares, do Exército e almirante Augusto Rademaker, da Marinha.
Em outubro de 1969, Gilberto Marinho e José Bonifácio de Andrada, o primeiro como presidente do senado e o segundo como presidente da Câmara dos Deputados, foram convocados a fazer parte da junta militar. A ideia era que houvesse a continuação do calendário político por meio da reabertura das duas casas legislativas, convocando uma convenção da Arena para que pudessem escolher o candidato à presidência da República e de sua eleição pelo colégio eleitoral. No mesmo mês ainda, o general Emílio Garrastazu Médici foi eleito como o novo presidente da República e tomou posse naquele ano.
No ano de 1970, Gilberto Marinho não teve sorte em sua reeleição e foi derrotado em seu debate político, da mesma forma que todos os candidatos lançados pela Arena carioca como, por exemplo, Luís Gama Filho e Ângelo Mendes de Morais. Assim, no Senado, as vagas que pertenciam à Guanabara foram completadas pelos políticos Benjamim Farah, Nélson Carneiro e Danton Jobim, todos como candidatos do Movimento Democrático Brasileiro (MDB). Marinho permaneceu como presidente do Senado até o fim de seu mandato, que se deu no começo do ano de 1971.
Em 1975, no mês de abril, ele conseguiu se tornar presidente da Arena fluminense. Isso aconteceu logo após acontecer a junção entre o estado da Guanabara e o estado do Rio de Janeiro.